# Liste der Monuments historiques in Juvanzé
Die Liste der Monuments historiques in Juvanzé führt die Monuments historiques in der französischen Gemeinde Juvanzé auf.

## Liste der Immobilien
| Bezeichnung        | Beschreibung                                          | Standort                 | Kennzeichnung | Schutzstatus | Datum | Bild           |
| ------------------ | ----------------------------------------------------- | ------------------------ | ------------- | ------------ | ----- | -------------- |
| Kirche St-Gengoult | aus dem 12. Jahrhundert, im 18. Jahrhundert verändert | Rue de l’Église (Lage)   | PA10000019    | Inscrit      | 2003  | weitere Bilder |
| Römerstraße        |                                                       | östlich des Ortes (Lage) | PA00078127    | Inscrit      | 1982  |                |

## Liste der Objekte
| Bezeichnung                                | Beschreibung | Standort                         | Kennzeichnung | Schutzstatus | Datum | Bild |
| ------------------------------------------ | --- | -------------------------------- | ------------- | ------------ | ----- | ---- |
| Hauptaltar                                 | Altartisch, Retabel, Tabernakel, Wandvertäfelung und Sakrsteitüren; Eichenholz, farbig gefasst, 17. und 18. Jahrhundert; zugehörig | in der Kirche St-Gengoult (Lage) | PM10004916    | Inscrit      | 2003  |      |
| Gemälde Marienvision des heiligen Gangolph | Ölfarbe auf Leinwand, 1710 | in der Kirche St-Gengoult (Lage) | PM10004918    | Inscrit      | 2003  |      |
| Mariä-Himmelfahrt-Altar                    | rechter Seitenaltar; Retabel; Eichenholz, farbig gefasst, spätes 17. oder 18. Jahrhundert                                          | in der Kirche St-Gengoult (Lage) | PM10004917    | Inscrit      | 2003  |      |
| Kirchenfenster                             | aus dem 16. Jahrhundert | in der Kirche St-Gengoult (Lage) | PM10000958    | Classé       | 1913  |      |
| Kruzifix                                   | Holz, farbig gefasst, 17. Jahrhundert                                                                                              | in der Kirche St-Gengoult (Lage) | PM10000959    | Classé       | 1961  |      |
| Truhenbank                                 | Eichenholz, 15. Jahrhundert | in der Kirche St-Gengoult (Lage) | PM10000960    | Classé       | 1961  |      |
| Pfarrstuhl                                 | Eichenholz, zweite Hälfte des 16. Jahrhunderts                                                                                     | in der Kirche St-Gengoult (Lage) | PM10000956    | Classé       | 1894  |      |
| Nikolausaltar                              | linker Seitenaltar; Retabel; Eichenholz, farbig gefasst, spätes 17. oder 18. Jahrhundert                                           | in der Kirche St-Gengoult (Lage) | PM10004914    | Inscrit      | 2003  |      |
| Prozessionsstab Heiliger Nikolaus          | Holz, farbig gefasst, 18. Jahrhundert                                                                                              | in der Kirche St-Gengoult (Lage) | PM10004915    | Inscrit      | 2003  |      |
| Handreliquiar des heiligen Gangolph        | Holz, farbig gefasst und vergoldet, 18. Jahrhundert                                                                                | in der Kirche St-Gengoult (Lage) | PM10004919    | Inscrit      | 2003  |      |
| Prozessionsstab Heiliger Gangolph          | Holz, farbig gefasst, 18. Jahrhundert                                                                                              | in der Kirche St-Gengoult (Lage) | PM10004920    | Inscrit      | 2003  |      |
| Skulptur Madonna mit Kind                  | Eichenholz, 15. Jahrhundert; Verbleib unbekannt                                                                                    | in der Kirche St-Gengoult (Lage) | PM10000957    | Classé       | 1913  |      |